# John Davies (polityk)
John Emerson Harding Harding-Davies (ur. 8 stycznia 1916 w Blackheath w Londynie, zm. 4 lipca 1979), brytyjski przedsiębiorca i polityk, członek Partii Konserwatywnej, minister w rządzie Edwarda Heatha.

## Życiorys
Był drugim synem Arnolda Thomasa Daviesa i Edith Minnie Harding, córki kapitana Francisa Dallasa Hardinga. Wykształcenie odebrał w Windlesham House School w Susseksie oraz w St. Edward’s School w Oksfordzie. W 1934 rozpoczął pracę w księgowości. W 1939 został Chartered Accountant jako najmłodszy urzędnik na tym stanowisku. Po wybuchu II wojny światowej został przydzielony do Royal Army Service Corps w stopniu podporucznika. Wojnę spędził głównie w sztabie Operacji Kombinowanych. W 1945 pracował w Combined Operations Experimental Establishment. Został zdemobilizowany w 1946 i otrzymał Order Imperium Brytyjskiego V klasy (MBE). 8 stycznia 1943 poślubił Verę Bates, córkę George’a Batesa i Elviny Taylor. Miał z nią syna, Francisa Williama Hardinga Daviesa oraz córkę, Rosamonda Ann.
Po wojnie rozpoczął pracę w Anglo-Irańskiej Kompanii Naftowej w sekcji marketingu. W 1949 został członkiem Institute of Chartered Accountants. Davies pracował dla swojej firmy w Londynie, Sztokholmie i Paryżu. W 1956 został generalnym menadżerem Kompanii (od 1954 noszącej nazwę British Petroleum), a w 1960 dyrektorem BP Trading. Rok później został wiceprzewodniczącym i dyrektorem zarządzającym Shell-Mex and BP Ltd. Został również dyrektorem Hill Samuel Group. Sprawując te stanowiska, z urzędu został członkiem wielkiej rady Federacji Przemysłu Brytyjskiego (Federation of British Industry). W 1965 Federacja połączyła z Federacją Pracodawców Brytyjskich oraz Narodowym Stowarzyszeniem Brytyjskich Producentów, tworząc Konfederację Przemysłu Brytyjskiego (Confederation of British Industry, CBI). W lipcu Davies został jej dyrektorem generalnym. Popierał inicjatywę utworzenia Rady Narodowego Rozwoju Ekonomicznego, w której mieli zasiadać przedstawiciele rządu, pracodawców i związków zawodowych. Przez krótki czas był członkiem Komisji Szkół Publicznych. Po dewaluacji funta w 1967 stał się krytykiem laburzystowskiego rządu. W 1969 zrezygnował ze stanowiska dyrektora generalnego CBI.
W 1970 Davies wygrał wybory do Izby Gmin w okręgu Knutsford z ramienia Partii Konserwatywnej. 28 lipca został członkiem gabinetu jako minister technologii. W październiku został pierwszym ministrem handlu i przemysłu. Davies nie zdołał uzyskać poparcia ani związków zawodowych, ani nawet CBI, która skrytykowała jego plan rządowego wsparcia dla upadających przedsiębiorstw. W 1972 otrzymał mniej eksponowane stanowisko Kanclerza Księstwa Lancaster, na którym odpowiadał za stosunki Wielkiej Brytanii z EWG.
Po przegranych przez konserwatystów wyborach w 1974 Davies pozostał w parlamencie, ale nie otrzymał stanowiska w gabinecie cieni. Został natomiast dyrektorem Hill Samuel. W listopadzie 1976 został ministrem spraw zagranicznych w gabinecie cieni Margaret Thatcher. W 1978 zdiagnozowano u niego nowotwór ośrodkowego układu nerwowego. Davies zrezygnował ze stanowiska w gabinecie cieni oraz z mandatu w Izbie Gmin. Zmarł w lipcu 1979.